# Adalaj
Adalaj (en guyaratí: અડાલજ ) es una ciudad de la India en el distrito de Gandhinagar, estado de Guyarat.

## Geografía
Se encuentra a una altitud de 70 m s. n. m. a 12 km de la capital estatal, Gandhinagar, en la zona horaria UTC +5:30.

## Demografía
Según estimación 2011 contaba con una población de 11 297 habitantes.